# Hugo Frey Jensen
Hugo Frey Jensen (født 11. januar 1958) er en dansk økonom. Han var direktør i Danmarks Nationalbank fra 1. april 2011 til 1. november 2020.

## Karriere
Frey Jensen blev cand.oecon. fra Aarhus Universitet i 1984, og blev samme år ansat i Nationalbanken, hvor han var i hele sin karriere indtil han gik på pension fra banken i 2020. Han blev afløst i Nationalbankens tremandsdirektion af Signe Krogstrup.
Efter sin afgang fra Nationalbanken blev Frey Jensen tilknyttet tænketanken Kraka som senior fellow.